# Convent de les Religioses de Sant Josep (Figueres)
Convent de les Religioses de Sant Josep és un edifici del municipi de Figueres (Alt Empordà) protegit com a bé cultural d'interès local.

## Descripció
Edifici situat al centre històric de la ciutat. És un edifici en cantonada amb una façana secundària cega i una de principal dividida en dos cossos.
L'església té la façana ordenada en vertical amb dos registres, un per a la porta i un per a la rosassa. Aquest primer pis està a sobre un encoixinat de pedra, que dona lloc a la part central a unes escales per accedir a l'interior. La porta està inscrita en un arc apuntat amb arquivoltes, al timpà del qual hi ha una creu trevolada. Els brancals arrenquen de la base que fa l'encoixinat fins a la llinda com si fossin pilastres fins i tot amb el seu capitell decorat. A cada costat de l'arc trobem dos escuts.
Una motllura separa el primer del segon pis. Aquest segon pis té com a element més destacat la rosassa, però a sota d'aquesta trobem la inscripció "capilla de San José". A la part superior de l'església un frontó amb un òcul i un senzill campanar a sobre coronen l'edifici. El segon cos de la façana correspon al convent. Presenta tres registres, el primer amb petites obertures sense decoració, el central que inclou els dos pisos de finestres grans amb llinda ornamental i decoració vegetal, i el superior, un altell amb ulls de bou i cornisa superior.

## Història
- 1872 Formació de la Congregació de les Religioses de Sant Josep de Girona, unificant-se dos grups de senyoretes piadoses que atenien els malalts a casa seva.
- 1876 El marquès de la Cuadra afavoreix aquesta congregació comprant per ella la casa que actualment ocupen.[1]